# Erching
Erching (Duits:Erchingen) is een gemeente in het Franse departement Moselle in de regio Grand Est en maakt deel uit van het arrondissement Sarreguemines. De gemeente telde 418 inwoners op 1 januari 2022.

## Geschiedenis
Erching maakte deel uit van het kanton Volmunster tot het op 22 maart 2015 werd opgeheven en de gemeenten werden opgenomen in het kanton Bitche.

## Geografie
De oppervlakte van Erching bedraagt 6,76 vierkante kilometer; Op 1 januari 2022 was de bevolkingsdichtheid 61,8 inwoners per km².
De onderstaande kaart toont de ligging van Erching met de belangrijkste infrastructuur en aangrenzende gemeenten.

## Demografie
Onderstaande figuur toont het verloop van het inwonertal.
Achen · Baerenthal · Bettviller · Bining · Bitche · Bousseviller · Breidenbach · Éguelshardt · Enchenberg · Epping · Erching · Etting · Gœtzenbruck · Gros-Réderching · Hanviller · Haspelschiedt · Hottviller · Lambach · Lemberg · Lengelsheim · Liederschiedt · Loutzviller · Meisenthal · Montbronn · Mouterhouse · Nousseviller-lès-Bitche · Obergailbach · Ormersviller · Petit-Réderching · Philippsbourg · Rahling · Reyersviller · Rimling · Rohrbach-lès-Bitche · Rolbing · Roppeviller · Saint-Louis-lès-Bitche · Schmittviller · Schorbach · Schweyen · Siersthal · Soucht · Sturzelbronn · Volmunster · Waldhouse · Walschbronn